# Kastrat
Ne doit pas être confondu avec Castrat.
Kastrat (en serbe cyrillique : Кастрат) est un village de Serbie situé dans la municipalité de Kuršumlija, district de Toplica. Au recensement de 2011, il comptait 195 habitants.

## Démographie
| 1948 | 1953 | 1961 | 1971 | 1981 | 1991 | 2002 | 2011 |
| ---- | ---- | ---- | ---- | ---- | ---- | ---- | ---- |
| 588  | 620  | 523  | 366  | 475  | 285  | 267  | 195  |

|  |